# Серебрение
Серебре́ние — процесс нанесения тонкой плёнки серебра на поверхность другого твёрдого материала, обычно стекла, для придания ей зеркально-отражающих свойств.
Также, серебрением иногда называют процесс гальванического осаждения плёнки серебра на поверхность металлических деталей и других электропроводящих материалов, например, графита.
В настоящее время (2017 г.) практически все бытовые зеркала и зеркала оптических приборов получают напылением плёнки алюминия на стекло или пластмассы (CD-диски, металлизированные полиэфирные плёнки и др.) в вакууме, этот процесс не совсем корректно также иногда называют «серебрением».

## История процесса
Технология изготовления стеклянных зеркал впервые была изобретена и широко использовалась в Европе начиная с 16-го века. Тогда при производстве зеркал применялась амальгама олова. Получающиеся зеркала имели не очень высокий коэффициент отражения света и их производство было очень вредным, рабочие подвергались хроническому отравлению ртутью из-за вдыхания её паров.
В начале 19-го века был изобретён химический метод осаждения плёнки серебра на стеклянные поверхности. Сущность этого метода заключается в восстановлении водорастворимого соединения серебра (обычно нитрата серебра в водном растворе аммиака) до металла каким-либо органическим восстановителем, например, формальдегидом или глюкозой (реакция серебряного зеркала). Для улучшения сцепления плёнки серебра со стеклом, поверхность стекла перед нанесением серебра обрабатывают тетрахлоридом олова. Химический способ серебрения очень быстро вытеснил амальгамный метод изготовления зеркал.
Преимущества химического серебрения — простота и доступность метода, — не требуются дорогие и громоздкие вакуумные установки. Недостатки — в воздухе плёнка серебра постепенно тускнеет из-за образования на её поверхности слоя сульфида серебра при взаимодействии со следами сероводорода, и паров воды, всегда присутствующего в ничтожных концентрациях в воздухе со слоем металлического серебра зеркала, что постепенно снижает коэффициент отражения. Для снижения потускнения зеркал слой серебра в бытовых зеркалах, где плёнка серебра нанесена с другой стороны стеклянной пластины, покрывают защитным лаком. Такая защита не может применяться на зеркалах оптических инструментов, например, зеркалах телескопов-рефлекторов, поэтому, до развития технологии вакуумного напыления плёнок алюминия, зеркала телескопов после нескольких лет эксплуатации серебрили заново химическим восстановлением серебра из раствора.
Технология химического серебрения до сих пор исключительно применяется для серебрения внутренних стенок стеклянных сосудов, где трудно или невозможно применить вакуумное напыление, например, в стеклянных сосудах Дьюара.
Сейчас технология химического серебрения практически полностью вытеснена технологией вакуумного напыления металлов, обычно алюминия. Иногда, в ответственных и специальных применениях, вместо алюминия в процессе вакуумного напыления применяют индий, золото, другие металлы.
Хотя в процессе изготовления зеркал сейчас очень редко используется серебро, часто этот процесс продолжают называть «серебрением», более точные термины — «вакуумное алюминирование», «вакуумное термическое напыление металла».

## Современный процесс получения зеркальных оптических поверхностей
При этом процессе отполированную стеклянную деталь оптического прибора или лист стекла помещают в вакуумную камеру снабженную вольфрамовым испарителем — это нагреваемая электрическим током вольфрамовая проволока или вольфрамовая лодочка. На вольфрамовую проволоку надевают изогнутый отрезок (50—200 мг) алюминиевой проволоки, в высоком вакууме расплавленный алюминий хорошо смачивает вольфрам, образуя на проволоке висячую капельку. В лодочку помещают гранулы алюминия или обрезки алюминиевой проволоки. Нагреваемые лодочки применяют при напылении больших по площади поверхностей. Напыляемая поверхность стеклянной детали до помещения в камеру напыления тщательно очищается от загрязнений (следов масла) обычно органическими растворителями. После откачки вакуумной камеры до абсолютного давления газа в ней ниже 10−5 Па включают ток нагрева вольфрамового испарителя и доводят его температуру, в зависимости от требуемой технологии, до 1500—2500 °C. При этом алюминий испаряется. В глубоком вакууме атомы алюминия летят по прямым линиям. Когда они ударяются о поверхность напыляемой детали, они прилипают к ней, образуя плёнку.
Для увеличения адгезии плёнки алюминия к стеклянной подложке часто применяют предварительный нагрев подложки до 200—400 °C. Для этой же цели применяется вакуумная очистка поверхности стекла ионной бомбардировкой. Для улучшения оптических свойств и стойкости напылённой плёнки некоторые производители зеркал напыляют в вакууме подслой диоксида кремния, другие окисляют перед нанесением окончательной зеркальной плёнки алюминия предварительно нанесённую плёнку алюминия чистым кислородом или воздухом в безвакуумной нагреваемой печи так, чтобы на поверхности алюминия образовался слой оксида алюминия.
Зеркала, изготовленные этим методом, классифицируются как зеркала, работающие на просвет; отражение от зеркальной поверхности происходит через слой стекла и поток света дважды проходит через слой стекла(англ. back-silvered; таковы все бытовые зеркала (поскольку это защищает относительно нестойкий отражающий металлический слой от коррозии, царапин и других повреждений) и непрецизионные зеркала оптических приборов, например, осветительные предметные зеркала оптических микроскопов, оптических проекторов и др.) и зеркала внешнего отражения, в которых отражающая плёнка нанесена на поверхность какого-либо материала, не обязательно прозрачного для света, хотя обычно это стекло типа пирекс или плавленый кварц (англ. front-silvered), таковы зеркала участвующих в построении изображений всех оптических приборов, — зеркала телескопов, зеркальных объективов, плоские зеркала лазерных принтеров, ксероксов и других, этот тип зеркал позволяет снизить аберрации оптической системы.
Существуют точные оптические зеркала, например, такие как зеркало Мэнгина, у которых зеркальная поверхность сформирована на обратной стороне оптической линзы, в таких зеркалах отклонение лучей света обусловлено как кривизной поверхности зеркала, так и рефракцией в стеклянной линзе. При расчёте оптических систем с подобными зеркалами учитываются оба эти фактора. Такие зеркала часто используются в длиннофокусных фотообъективах, что позволяет сократить их длину и массу по сравнению с беззеркальными оптическими системами при прочих равных параметрах.
Несмотря на то, что для серебрения зеркал, используемых в быту, до сих пор иногда используют химическое серебрение, зеркала точных оптических инструментов, таких как телескопы, всегда изготавливают вакуумным напылением алюминия. Хотя серебро имеет больший коэффициент отражения в видимом диапазоне длин волн, оно сейчас не применяется для оптических зеркал таких инструментов, так как относительно быстро тускнеет из-за образования плёнки сульфида серебра. Из-за окисления кислородом воздуха алюминий в воздушной атмосфере покрывается тончайшей, оптически прозрачной плёнкой оксида алюминия предохраняющей металл от дальнейшего окисления и незначительно снижающей коэффициент отражения.
Зеркала, предназначенные для использования в оптических инструментах, работающих в ближнем и дальнем инфракрасном диапазоне, как правило, напыляют в вакууме металлическим золотом. Золото имеет бо́льший коэффициент отражения для инфракрасных лучей, чем алюминий и лучшую стойкость к окислению и коррозии в атмосферных условиях.